# Jane Holderness-Roddam
Jane Mary Elizabeth Bullen épouse Holderness-Roddam (née le 1er juillet 1948 à Charmouth) est une cavalière britannique de concours complet.

## Famille
Jane Budden est la sœur des cavaliers Michael Bullen et Jenny Loriston-Clarke.

## Carrière
En quittant la Westwing School, à Thornbury (Gloucestershire), Jane Bullen suit une formation d'infirmière au Middlesex Hospital et est surnommée « l'infirmière galopante ». Elle atteint la gloire sportive à 20 ans en 1968 en remportant le concours complet de Badminton sur son cheval Our Nobby, le lendemain de son travail de nuit en tant qu'infirmière. Elle obtient ainsi sa sélection pour les Jeux olympiques d'été de 1968 à Mexico ; elle est 18e de l'épreuve individuelle. Elle devient la première femme à concourir pour le Royaume-Uni dans l'épreuve olympique de concours complet, elle remporte la médaille d'or par équipe en compagnie de Richard Meade, Reuben Jones et Derek Allhusen ; elle devient la première femme à remporter une médaille d'or de concours complet. Elle remporte également le Burghley Horse Trials en 1976, une médaille d'or par équipe aux Championnats d'Europe de 1977 et de nouveau Badminton en 1978.
Après sa retraite de la compétition, Holderness-Roddam reste impliquée dans le sport et est présidente du British Eventing, ainsi que présidente de la Riding for the Disabled Association. Elle et son mari Tim Holderness-Roddam possèdent West Kington Stud, une écurie dans le nord du Wiltshire. Tim Holderness-Roddam meurt le 15 avril 2021 à 78 ans.
Elle est nommée lieutenant de l'ordre royal de Victoria, commandeur de l'ordre de l'Empire britannique pour les services rendus au sport équestre dans la liste des distinctions honorifiques de l'anniversaire de la Reine de juin 2004 et reçoit un doctorat honorifique en sciences de l'université de l'Ouest de l'Angleterre en novembre 2004 en reconnaissance de sa contribution au sport équestre et à la promotion de l'éducation et de la formation connexes. En mai 2009, elle reçoit le Queen's Award for Equestrianism de la British Horse Society. Elle est nommée au grade de commandeur de l'ordre royal de Victoria en juin 2020.